# Goślinów
Goślinów – wieś w Polsce położona w województwie dolnośląskim, w powiecie legnickim, w gminie Miłkowice.

## Podział administracyjny
W latach 1975–1998 miejscowość administracyjnie należała do województwa legnickiego.

## Zabytki
Do wojewódzkiego rejestru zabytków wpisany jest:
- dwór, obecnie dom nr 17, z końca XVIII w., wymaga remontu[5]

inne zabytki:
- folwark, z jego zabudowy zachowane są wszystkie budynki, w niezadowalającym stanie technicznym; murowane lub konstrukcji szkieletowo-szachulcowej; wszystkie posiadają podmurówkę-cokół z piaskowcowych ciosów, niektóre też piaskowcowe obramienia otworów okiennych i drzwiowych[5]
- park, jest zaniedbany, z poszyciem, w części zachodniej znajduje się młodniak brzozowy. Część starodrzewu, w tym wiele dębów usunięto[5]
- ogrody, położone są poza terenem założenia i poza terenem gminy na południowy zachód od dworu, pozostały z nich jedynie dwa fragmenty muru, okalającego niegdyś ten teren[5]